# John G. White
John Griswold White (1845 – 1928) fou un prominent advocat de Cleveland, gran bibliòfil i aficionat als escacs i l'antropologia. "Es va dedicar, durant un període d'uns cinquanta anys, a dur a terme una recerca predeterminada, a tot el món, per tal d'aconseguir ampliar la seva biblioteca particular." L'historiador dels escacs H.J.R. Murray, que va qualificar la biblioteca d'escacs de White com la més gran del món, va fer un ús intensiu de la seva col·lecció per tal d'escriure el seu tractat clàssic A History of Chess. En White va donar la seva col·lecció a la Biblioteca pública de Cleveland per formar la Col·lecció John G. White Collection de folklore, orientalisme, i escacs.
La biblioteca ha dividit la col·lecció en tres. La John G. White Chess and Checkers Collection és descrita com la "més gran biblioteca d'escacs del món (32.568 volums de llibres i publicacions periòdiques, inclosos 6.359 volums de publicacions periòdiques enquadernades.)" La John G. White Folklore Collection conté 47.040 volums, "una de les més grans dels Estats Units. És d'ampli abast i de cobertura internacional, sense restriccions de períodes considerats. Inclou des de temes relatius a cultura primitiva, camperola, nadiua, fins a cultures populars." La John G. White Collection of Orientalia inclou "materials sobre Àsia, proper i llunyà Orient, Àfrica, Austràlia i Oceania," emfatitzant "els aspectes humanístics i de ciències socials de les cultures tradicionals abans de l'impacte de la influència europea."